# Автодром Жозе Карлуса Пачі
23°42′13″ пд. ш. 46°41′59″ зх. д. / 23.70361° пд. ш. 46.69972° зх. д.
Автодром Жозе Карлуса Пачі (порт. Autódromo José Carlos Pace), раніше та тепер неофіційно: Інтерлагус (Interlagos), в найпоширенішій транслітерації: Інтерлагос — траса Формули 1 Гран-прі Бразилії, розташована в районі Інтерлагус («між озерами») на півдні міста Сан-Паулу та названа на ім'я Жозе Карлуса Пачі, бразильського пілота Формули 1, що помер незадовго до перейменування автодрому.

## Характеристики траси
Знаходиться в Інтерлагосі, південному передмісті м. Сан-Паулу, між озер Гуарапіранья і Біллінгс, між вулицями Avenida Interlagos, Avenida do Jangadeiro і Avenida Jacinto Julio.
Довжина кола 4,309 км; площа яку займає 923 000 м2, місткість стаціонарних трибун 30 000 чол., додаткових - ще до 90 000, кількість боксів - 24. Відрізняється комбінацією швидкісних зовнішніх прямих і повільних внутрішніх поворотів, що створює дилему при виборі налаштувань гоночного автомобіля. Автодром розташований на висоті близько 750 метрів над рівнем моря, низький атмосферний тиск впливає на потужність атмосферних двигунів і аеродинаміку. До перекладки асфальту в 2007 р. мав дуже грудкувате покриття. До 2004 року Гран-прі проводився навесні, з 2004 р - в кінці чемпіонату, при цьому в п'яти випадках за його підсумками ставало відомим ім'я чемпіона.
- У 2007 році підписано контракт на проведення Гран-прі до 2014 року включно, з можливістю опціону на 2015.
- Рух проти годинникової стрілки.
- 15 поворотів (10 лівих, 5 правих)
- Довжина 4 309 м (по центральній лінії).
- Дистанція гонки: 71 коло, 305,909 км.
- Тривалість гонки: близько 1 год 35 хв.
- Рекорд кола в гонці: 1:11,473, Хуан-Пабло Монтойя, BMW Williams, 2004 р 49 коло.
- Абсолютний рекорд кола: 1:10,229, Рубенс Баррікелло, Ferrari, 2004 р 4 тренування.
- Рекорд швидкості: 324,8 км/год, Дженсон Баттон, BAR Honda, 2004 рік, суботнє тренування.
- Найшвидший піт-стоп 2010 р. : 20,396, Льюїс Хемілтон, McLaren, 2011, 33 коло.
- Середній час на піт-стопі в 2010-11 р. : 21,8 сек.
- Максимальне перевантаження: 5,0 G (бічна, в поворотах Ferradura і Laranjinha).
- Витрата палива на коло: 1,9-2,0 кг.
- Вплив 10 кг палива на час кола: +0,3 сек.
- Газ повністю відкритий 62-64% круга.
- Починаючи з виходу з 13 повороту педаль газу натиснута протягом 15,9 секунд підряд.
- Лінія старту знаходиться в 30 м попереду лінії фінішу.
- Найдовша пряма: 1394 м.
- Найдовший розгін: ок. 1200 м.
- Максимальна швидкість: 312-320 км/год.
- Газ не використовується 13% круга.
- Використовується високий рівень прижимної сили і середній рівень охолодження.
- Близько 39 перемикань передач за круг.
- Довжина піт-лейна: 385 м.
- Ймовірність появи автомобіля безпеки: 70-90%.
- Місткість трибун: 30 000 стаціонарних місць, до 90 000 тимчасових.
- Кількість боксів - 23.
- Довжина стартової прямої: 450 м.
- Загальна площа комплексу 92,3 га.

Назви поворотів і прямих:
- 1-2 - S do Senna;
- 3 - Curva do Sol (Сонячний поворот)
- Пряма між 3 і 4 поворотом - Reta Oposta (Зворотний пряма);
- Між 4 і 5 поворотом - Des cida do Lago;
- 6 - Ferra Dura;
- 9 - Pinheirinho;
- 12 - Mergulho;
- 13 - Juncao (Перехрестя);
- Пряма від 13 до 15 поворотів - Subida dos Boxes (Поворот перед боксами);
- 14 - Curvo do Cafe;
- 15 - Arquibancadas.

## Історія

### Історія Інтерлагоса
Історія Інтерлагоса починається в 1908 році, коли південніше Сан-Паулу була побудована гребля на річці Гуарапіранья (en: Guarapiranga) і створено однойменне водосховище, призначене для постачання міста питною водою. Разом з побудованим на 20 років пізніше водосховищем Біллінгс, на якому перебувала ГЕС, вони утворили район, який сьогодні називається Інтерлагос. Починаючи з 1920 року, в зв'язку з бурхливою розбудовою Сан-Паулу (протягом багатьох десятиліть приріст населення становив 20% на рік), ця площа була призначена для житлового будівництва; однак, земля безпосередньо в тому місці, де зараз розташована траса, виявилася для цього незручною, там планувалося влаштувати рекреаційну зону. У 1926 році район був куплений англійцем карибського походження Луїсом Ромеро Сансоном, керівником компанії з будівництва автострад «S/A Derrom-Sanson». Сансон планував почати з прокладки автомагістралі від Сан-Паулу до Санто-Амаро (сьогодні це Авеніда Вашингтон Луїс), продавати і забудовувати ділянки вздовж неї і зрештою забудувати весь район, створити величезний комплекс, який іноді навіть називали містом-супутником Сан-Паулу - житлові квартали, дороги, парки, готелі, установи, аеродром, ну і, між іншим, спортивний комплекс з автодромом. Розробкою проектів займався найнятий в 1936 році французький містобудівник Альфред Агаша (en: Alfred Agache (architect)), який раніше працював над плануванням Інтерлакена в Швейцарії. Але в 1929 році по цих планах вдарили спочатку Велика Депресія, а потім переворот 1930 року і революція 1932 року в Сан-Паулу.
Що стосується назви «Інтерлагос», то воно сформувалося приблизно в другій половині 1930-х. Власне, португальською мовою «Між озерами» буде «Entre lagos». Датою заснування Інтерлагоса вважається перша згадка про нього в пресі - 27 серпня 1938 року.